# Heinrich Bartsch
Heinrich Bartsch (* 13. September 1906 in Gelsenkirchen; † 11. Oktober 1944 im KZ Sachsenhausen) war ein deutscher kommunistischer Widerstandskämpfer gegen den Nationalsozialismus.

## Leben
Heinrich Bartsch war im Ruhrgebiet groß geworden. Er trat dem Deutschen Metallarbeiterverband bei und wurde Mitglied in der Kommunistischen Partei Deutschlands (KPD). Im Jahre 1928 zog er nach Hennigsdorf. Hier arbeitete er als Ofengehilfe im Walzwerk. Als 1928/29 die Walzwerker ihren 100-Tage-Streik beschlossen, wurde er in die Streikleitung gewählt. In der Folge wurde er entlassen und war arbeitslos. Von 1931 bis 1934 hatte er eine Anstellung als Lagerverwalter bei der Sowjetischen Handelsvertretung in Berlin-Kreuzberg.
Nach der Machtergreifung der NSDAP 1933 leitete er im Auftrag seiner Partei Widerstandsgruppen in Berliner Stadtbezirken an. In Hennigsdorf brachte er antifaschistische Losungen auf Wänden und Mauern an. Er beteiligte sich auch an der Herstellung illegaler Zeitungen und Flugblätter. Nachdem ihn die Gestapo verhaftet hatte, wurde er vor einem Kammergericht angeklagt und zu drei Jahren Zuchthaus verurteilt. Bei seiner Entlassung aus der Haft wies ihn die Gestapo 1939 in das KZ Sachsenhausen ein. Hier wurde er in der Schreibstube beschäftigt. Im Oktober 1942 wurde er zum Lagerältesten bestimmt. Am 28. April 1944 wurde er von dieser Funktion abgelöst, und am 11. Oktober 1944 wurde er zusammen mit 26 deutschen und französischen Häftlingen wegen „versuchter Meuterei und Aufwiegelung“ erschossen.
Heinrich Bartsch war verheiratet. Zusammen mit seiner Frau Elisabeth, die er 1929 heiratete, hatte er einen gemeinsamen Sohn.

## Erinnerung
- Eine Heinz-Bartsch-Straße in Berlin-Prenzlauer Berg erinnert an ihn.[1]
- Ein Stolperstein für Heinrich Bartsch in Hennigsdorf, Marwitzer Straße 44 wurde von Aktionskünstler Gunter Demnig verlegt.
- Auf dem Friedhof in Hennigsdorf befindet sich ein Gedenkstein mit seinem Namen.[1]